# HMS Ajax (könnyűcirkáló)
A HMS Ajax a brit Királyi Haditengerészet egyik Leander osztályú könnyűcirkálója volt a második világháború ideje alatt. Részt vett többek közt a La Plata-i, a krétai és a máltai csatában, valamint Tobruk ostromakor segített ellátmányt szállítani a szövetséges csapatoknak.

## A háború előtt
A hajó építését 1933. február 7-én kezdték a Barrow-in-Furnessi Vickers hajógyárban. 1934. március 1-jén a hajót már vízre is bocsátották, de teljesen csak 1935. április 12-ére lett kész. Elkészülte után a hajó Amerika és a Karib-szigetek körül tevékenykedett. 1939 szeptemberében, a háború kitörésekor a cirkálót a Dél-Amerikai Hadosztályhoz rendelték.

## La Plata-i csata
A La Plata folyónál az Ajax elfogott három német kereskedőhajót, a Carl Fritzent, az Olindát, és az Ussukumát. Az Admiral Graf Spee utáni hajsza során a HMS Ajax volt a Henry Harwood kapitány vezette Force G zászlóshajója. 1939. december 13-án a La Plata-i csatában az Ajax-ot hét találat érte, de ezek nem okoztak benne akkora kárt, mint amekkorát a brit hajó okozott az Admiral Graf Spee-nek. Később az Ajax is segített az egyik chilei földrengés utáni munkálatokban. Néhány évvel később az Ajax legénységének élő tagjait a chilei kormány kitüntette a segítség nyújtásért.

## Földközi-tenger, Kréta és Észak-Afrika

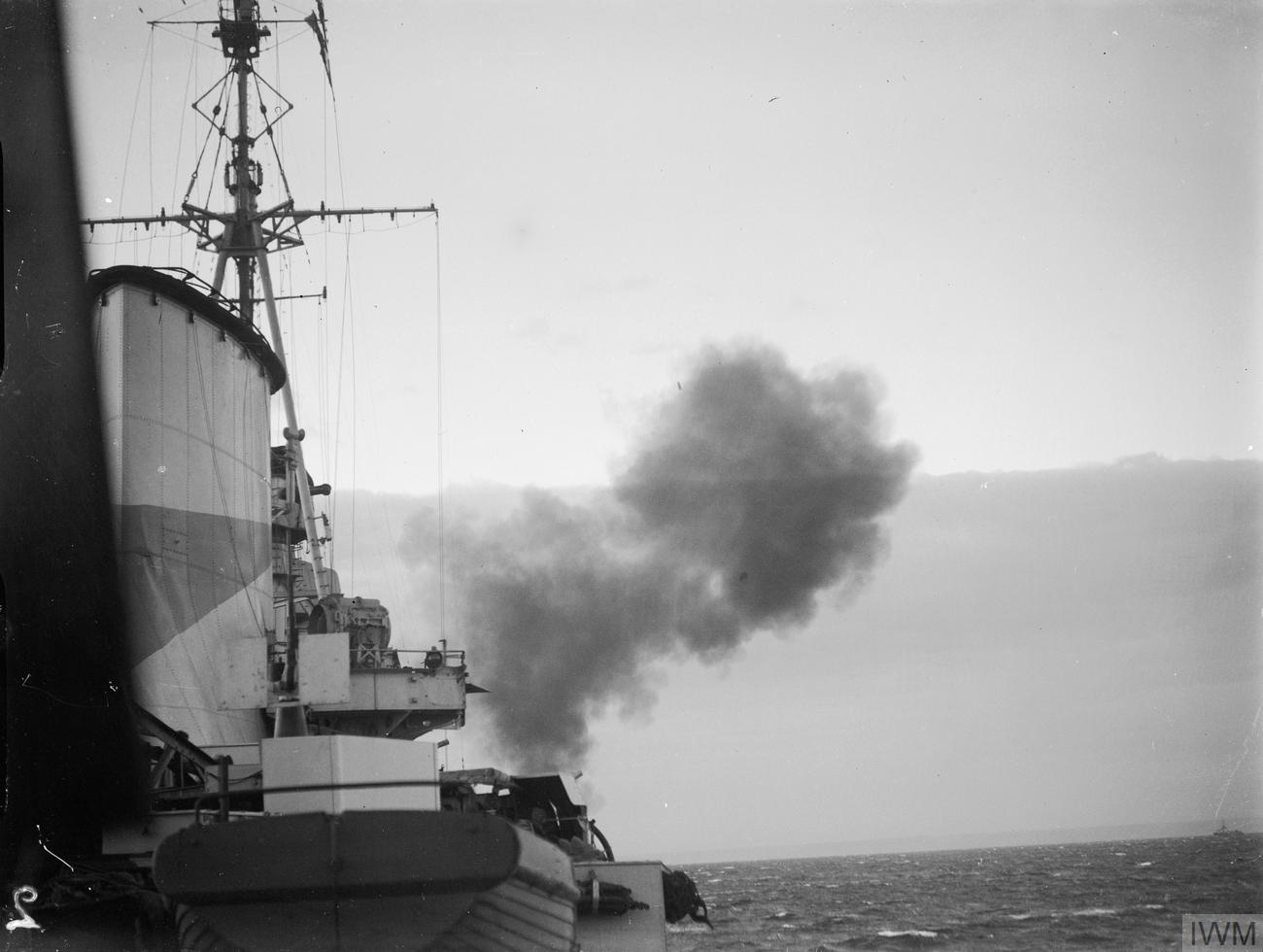
A HMS Ajax a líbiai Bardia ágyúzása közben.

1940 júliusáig a hajó javítás alatt állt, majd áthelyezték a Földközi-tengerre. 1940. október 11-én és 12-én az Ajax olasz egységekkel csapott össze. Az ütközet során az Ajax elsüllyesztette az Airone és az Ariel nevű Spica osztályú torpedónaszádokat, valamint megrongálta az Artigliere nevű rombolót, melyet később a HMS York süllyesztett el. Harry Mansfield matróz szerint, az Ajax több, Kréta felé visszavonuló német és olasz hajót vett észre, melyekre a brit cirkáló tüzet is nyitott, megsemmisítve ezzel az ellenséget. Ezt követően az Ajax részt vett a tarantói csatában, mely során az olasz flotta számos hajóját megsemmisítették. Ezután az Ajax a Matapan-foki csatában is részt vett, mely során egy Ju 87 bombája eltalálta, május 21-én. 1941. május 29-éig ez a brit cirkáló is segítette a csapatok evakuálását Kréta szigetéről. Júniusban a hajó a szíriai hadműveleteknél látott el támogató feladatokat. 1941 novemberében csatlakozott a Máltánál állomásozó Force K-hoz, de 1942 februárjában továbbállt.

## D-nap
A hajó 1942 májusától egészen októberig Angliában volt, ahol felújították azt. Ezután visszatért a Földközi-tengerre, ahol ismét bombatalálat érte. 1943 márciusa és októbere között a hajó New Yorkban volt, hogy sérüléseit kijavítsák. Ezután a hajó ismét a Földközi-tengerre hajózott. A normandiai partraszálláskor, a Force K tagjaként az Ajax a Gold partszakaszt ágyúzta. Később a cirkáló a Dél-franciaországi partraszállásnál is segédkezett. Athén visszafoglalásakor, és a görögországi kommunista felkelés ideje alatt az Ajax az Égei-tengeren látott el szolgálatot.

## Hagyatéka

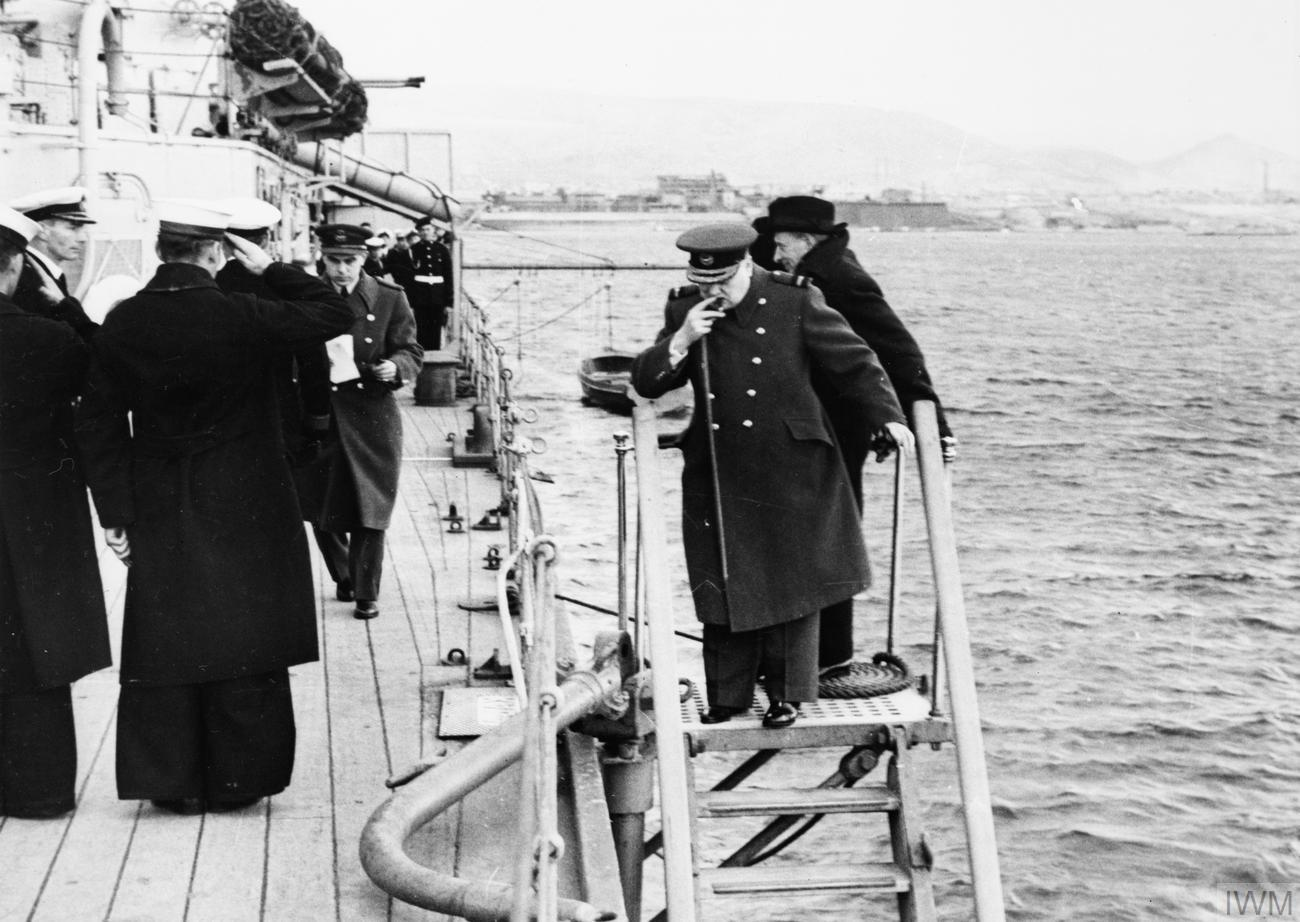
Winston Churchill elhagyja a HMS Ajax fedélzetét 1944. december 28-án.

A HMS Ajaxot 1948 februárjában vonták ki a hadrendből, és 1949 novemberében bontották szét.
A kanadai Ontario tartományban Ajax városát a HMS Ajax könnyűcirkálóról nevezték el a La Plata-i csata után. A város utcái pedig a hajó legénységéről kapták nevüket. A Harwood sugárút például a város észak-dél irányú főutcája.
Mitöbb, a város utcatáblái is a HMS Ajax alakjára hasonlítanak. Az hajó horgonya szintén a városban található.